# Euphorbia brandegeei
Euphorbia brandegeei es una especie fanerógama perteneciente a la familia de las euforbiáceas. Es endémica de México conde se encuentra desde Baja California hasta Michoacán.

## Taxonomía
Euphorbia brandegeei fue descrita por  Charles Frederick Millspaugh y publicado en Proceedings of the California Academy of Sciences, Series 2, 2: 226. 1889.
Etimología
Euphorbia: nombre genérico que deriva del médico griego del rey Juba II de Mauritania (52 a 50 a. C. - 23), Euphorbus, en su honor – o en alusión a su gran vientre –  ya que usaba médicamente Euphorbia resinifera. En 1753 Carlos Linneo asignó el nombre a todo el género.
brandegeei: epíteto otorgado en honor del botánico estadounidense Townshend Stith Brandegee (1843-1925), experto en la flora de Baja California su colaboración con el recolector Carl Albert Purpus produjeron su publicación Plantae Mexican Purpusianae en 12 partes.
Sinonimia
- Chamaesyce brandegeei (Millsp.) Millsp.	[5]